# جورج سكوت والاس
جورج سكوت والاس (بالإنجليزية: George Scott Wallace)‏ هو سياسي كندي وبريطاني، ولد في 9 أغسطس 1929، وتوفي في 15 أكتوبر 2011. حزبياً، نشط في British Columbia Social Credit Party ‏.